# Pueblo bozo
Los bozo son un pueblo mandinga de África Occidental, que vive principalmente en Malí y en Níger, a lo largo del río Níger y de su afluente el Bani. Por encima de todo pescadores, son considerados como los "señores del río".

## Etimología
Dependiendo de las fuentes y del contexto, se observan varias formas de su nombre: Boso, Bosso, Boza, Bozos, Sarkawa, Sorko, Sorogo.

## Lenguas y dialectos
Su lengua es el bozo, un continuo dialectal de lenguas mandé que tiene numerosos dialectos.

## Historia
El origen de esta etnia es muy antiguo, y se remonta al Neolítico hace unos 6000 años. Una pintura rupestre donde aparecen representados ha sido encontrada sobre un basto abrigo rocoso al norte de Tassili n'Ajjer, cerca de la frontera entre Malí y Argelia, de la época en la que se podían encontrar numerosos lagos en el Sahara. Los bozos pertenecieron al Imperio de Ghana, y se instalaron en las riveras del Níger hacia el siglo X.

## Religión
Los bozos son principalmente de confesión musulmana, pero guardan una fuerte tradición animista. Su animal-totem es el toro. Su cuerpo representa el río y los cuernos representan sus piraguas. 

## Economía

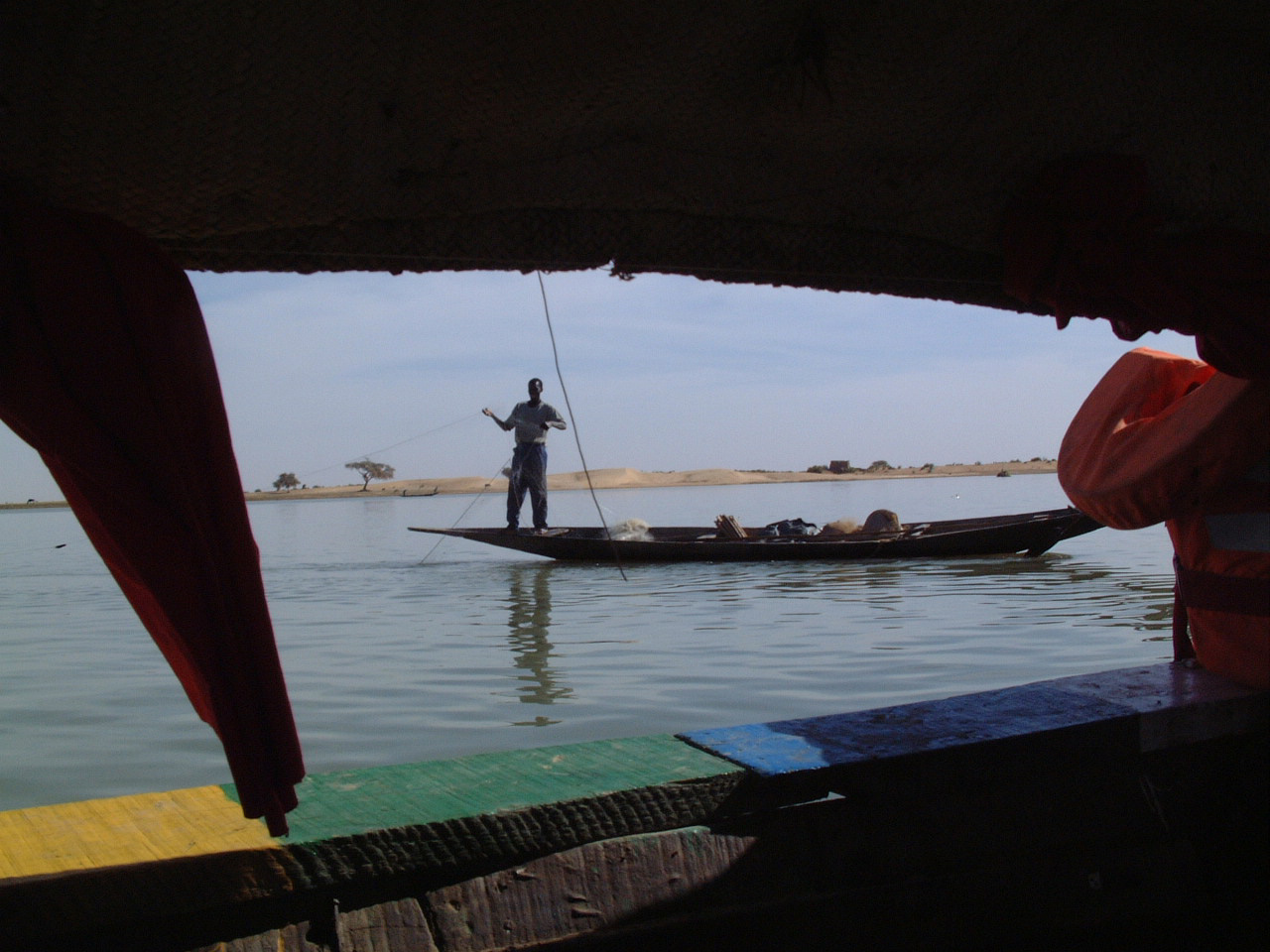
Pescador bozo cerca de Gao, en Malí.

Los bozos son antes que nada un pueblo de pescadores y pasan una gran parte de su jornada sobre sus piraguas practicando la pesca.
Los bozos son responsables de la creación de numerosas poblaciones a lo largo del río Níger como Djenné o  Mopti.

## Filmografía
- (en inglés) Bozo daily life, Julien Bryan and the International Film Foundation, New York, 1967, 16'